# Jil Teichmann
| jaar | rang enkelspel | rang dubbelspel |
| ---- | -------------- | --------------- |
| 2013 | 789            | 1064            |
| 2014 | 586            | 531             |
| 2015 | 439            | 363             |
| 2016 | 221            | 221             |
| 2017 | 142            | 298             |
| 2018 | 144            | 207             |
| 2019 | 71             | 288             |
| 2020 | 57             | 166             |
| 2021 | 37             | 110             |
| 2022 | 35             | 106             |
| 2023 | 143            | 136             |

Jil Belén Teichmann (Barcelona, 15 juli 1997) is een in Spanje geboren tennisspeelster uit Zwitserland. Haar favoriete ondergrond is gravel. Zij speelt linkshandig en heeft een tweehandige backhand. Zij is actief in het internationale tennis sinds 2013.

## Loopbaan

### Junioren
Op de Olympische Jeugdzomerspelen 2014 won Teichmann de gouden medaille in het gemengd dubbelspel, met de Pool Jan Zieliński aan haar zijde – in de finale versloegen zij de Chinese Ye Qiuyu en de Japanner Jumpei Yamasaki. Aansluitend won zij het meisjesdubbelspel op het US Open, samen met de Turkse İpek Soylu – in deze juniorgrandslamfinale versloegen zij Wit-Russin Vera Lapko en de Slowaakse Tereza Mihalíková.

### Enkelspel
Teichmann debuteerde in 2013 op het ITF-toernooi van Kreuzlingen (Zwitserland). Zij stond in 2014 voor het eerst in een finale, op het ITF-toernooi van Sharm-el-Sheikh (Egypte) – zij verloor van de Russin Polina Lejkina. In 2015 veroverde Teichmann haar eerste titel, op het ITF-toernooi van Braunschweig (Duitsland), door de Russin Jekaterina Aleksandrova te verslaan. Tot op heden(juli 2025) won zij zeven ITF-titels, de meest recente in 2024 in Santa Margherita di Pula (Italië).
In 2016 kwalificeerde Teichmann zich voor het eerst voor een WTA-hoofdtoernooi, op het toernooi van Straatsburg. Zij bereikte er de tweede ronde. In 2018 kwalificeerde zij zich voor het eerst voor een grandslamtoernooi, op het US Open – zij bereikte er de tweede ronde. Zij stond in 2019 voor het eerst in een WTA-finale, op het toernooi van Praag – hier veroverde zij haar eerste titel, door de Tsjechische Karolína Muchová te verslaan. Daarmee kwam zij binnen in de top 100 van de wereldranglijst. Op het WTA 1000-toernooi van Dubai 2021 versloeg zij onder meer de Tsjechische Petra Kvitová (WTA-10) en bereikte zij de halve finale – daarmee kwam zij binnen in de top 50 van de wereldranglijst. Tot op heden(juli 2025) won zij vier WTA-titels, de meest recente in Mumbai 2025.
Haar beste resultaat op de grandslamtoernooien is het bereiken van de vierde ronde, op Roland Garros 2022. Haar hoogste notering op de WTA-ranglijst is de 21e plaats, die zij bereikte in juli 2022.

### Dubbelspel
Teichmann was in het dubbelspel minder actief dan in het enkelspel. Zij debuteerde in 2013 op het ITF-toernooi van Frauenfeld (Zwitserland), samen met landgenote Chiara Grimm. Later dat jaar stond zij voor het eerst in een finale, op het ITF-toernooi van Caslano (Zwitserland), samen met Grimm – hier veroverde zij haar eerste titel, door het duo Sara Ottomano en Barbora Štefková te verslaan. Tot op heden(juli 2025) won zij vijf ITF-titels, de meest recente in 2016 in Hammamet (Tunesië).
In 2016 speelde Teichmann voor het eerst op een WTA-hoofdtoernooi, op het toernooi van Bogota, samen met de Turkse İpek Soylu. Zij stond in 2018 voor het eerst in een WTA-finale, op het toernooi van Newport Beach, samen met de Japanse Misaki Doi – hier veroverde zij haar eerste titel, door het koppel Jamie Loeb en Rebecca Peterson te verslaan. Zij had haar grandslamdebuut op het US Open 2019, samen met de Tsjechische Karolína Muchová – zij bereikten er de tweede ronde.
In mei 2021 bereikte zij op het WTA-toernooi van Madrid de halve finale, samen met landgenote Belinda Bencic – met dit resultaat kwam zij binnen in de top 100 van het dubbelspel. Haar tweede WTA-titel won Teichmann in juli, in Hamburg, met de Italiaanse Jasmine Paolini aan haar zijde.
Tot op heden(juli 2025) won zij drie WTA-titels, de meest recente in 2023 in Cluj-Napoca, samen met de Britse Jodie Burrage.
Haar hoogste notering op de WTA-ranglijst is de 73e plaats, die zij bereikte in juni 2022.

### Tennis in teamverband
In de periode 2018–2024 maakte Teichmann deel uit van het Zwitserse Fed Cup-team – zij behaalde daar een winst/verlies-balans van 11–8. In de eerste ronde van de Wereldgroep in 2020 wonnen zij van de Canadese dames.

## Palmares
| Legenda                 |
| ----------------------- |
| Grandslamtoernooi       |
| Olympische Spelen       |
| Year-End Championships  |
| Premier Mandatory       |
| Premier Five / WTA 1000 |
| Premier / WTA 500       |
| International / WTA 250 |
| Challenger / WTA 125    |

### WTA-finaleplaatsen enkelspel
| nr.              | finale     | toernooi       | ondergrond | tegenstandster        | score         |         |
| ---------------- | ---------- | -------------- | ---------- | --------------------- | ------------- | ------- |
| gewonnen finales |            |                |            |                       |               |         |
| 1.               | 2019-05-04 | WTA Praag      | gravel     | Karolína Muchová      | 7-6, 3-6, 6-4 | details |
| 2.               | 2019-07-28 | WTA Palermo    | gravel     | Kiki Bertens          | 7-6, 6-2      | details |
| 3.               | 2024-09-15 | WTA Ljubljana  | gravel     | Nuria Párrizas Díaz   | 7-6, 6-4      | details |
| 4.               | 2025-02-09 | WTA Mumbai     | hardcourt  | Mananchaya Sawangkaew | 6-3, 6-4      | details |
| verloren finales |            |                |            |                       |               |         |
| 1.               | 2020-08-16 | WTA Lexington  | hardcourt  | Jennifer Brady        | 3-6, 4-6      | details |
| 2.               | 2021-08-22 | WTA Cincinnati | hardcourt  | Ashleigh Barty        | 3-6, 1-6      | details |
| 3.               | 2025-07-20 | WTA Iași       | gravel     | Irina-Camelia Begu    | 0-6, 5-7      | details |

### WTA-finaleplaatsen vrouwendubbelspel
| nr.              | finale     | toernooi          | ondergrond    | partner         | tegenstandsters                      | score            |         |
| ---------------- | ---------- | ----------------- | ------------- | --------------- | ------------------------------------ | ---------------- | ------- |
| gewonnen finales |            |                   |               |                 |                                      |                  |         |
| 1.               | 2018-01-27 | WTA Newport Beach | hardcourt     | Misaki Doi      | Jamie Loeb Rebecca Peterson          | 7-6, 1-6, [10-8] | details |
| 2.               | 2021-07-11 | WTA Hamburg       | gravel        | Jasmine Paolini | Astra Sharma Rosalie van der Hoek    | 6-0, 6-4         | details |
| 3.               | 2023-10-22 | WTA Cluj-Napoca   | hardcourt (i) | Jodie Burrage   | Léolia Jeanjean Valerija Strachova   | 6-1, 6-4         | details |
| verloren finales |            |                   |               |                 |                                      |                  |         |
| 1.               | 2020-08-16 | WTA Lexington     | hardcourt     | Marie Bouzková  | Hayley Carter Luisa Stefani          | 1-6, 5-7         | details |
| 2.               | 2022-06-19 | WTA Berlijn       | gras          | Alizé Cornet    | Storm Sanders Kateřina Siniaková     | 4-6, 3-6         | details |
| 3.               | 2024-09-14 | WTA Ljubljana     | gravel        | Lina Gjorcheska | Nuria Brancaccio Leyre Romero Gormaz | 7-5, 5-7, [7-10] | details |

### Gewonnen ITF-toernooien enkelspel
| nr. | finale     | toernooi     | dotatie  | ondergrond | tegenstandster in finale | score         |
| --- | ---------- | ------------ | -------- | ---------- | ------------------------ | ------------- |
| 1.  | 2015-08-30 | Braunschweig | $ 15.000 | gravel     | Jekaterina Aleksandrova  | 6-3, 6-3      |
| 2.  | 2016-06-19 | Montpellier  | $ 25.000 | gravel     | Montserrat González      | 6-2, 7-6      |
| 3.  | 2016-06-25 | Périgueux    | $ 25.000 | gravel     | Olga Sáez Larra          | 6-3, 6-3      |
| 4.  | 2016-11-06 | Hammamet     | $ 10.000 | gravel     | Diana Enache             | 6-4, 6-4      |
| 5.  | 2017-04-23 | Chiasso      | $ 25.000 | gravel     | Kathinka von Deichmann   | 2-6, 6-3, 6-2 |
| 6.  | 2019-03-31 | Pula         | $ 25.000 | gravel     | Kaja Juvan               | 7-6, 6-0      |
| 7.  | 2024-05-05 | Pula         | $ 35.000 | gravel     | Andrea Lázaro García     | 6-3, 6-4      |

### Gewonnen ITF-toernooien dubbelspel
| nr. | finale     | toernooi | dotatie  | ondergrond | partner               | tegenstandsters in finale         | score            |
| --- | ---------- | -------- | -------- | ---------- | --------------------- | --------------------------------- | ---------------- |
| 1.  | 2013-08-31 | Caslano  | $ 10.000 | gravel     | Chiara Grimm          | Sara Ottomano Barbora Štefková    | 6-4, 4-6, [10-4] |
| 2.  | 2014-04-26 | Chiasso  | $ 25.000 | gravel     | Chiara Grimm          | Alice Matteucci Camilla Rosatello | 7-5, 6-3         |
| 3.  | 2015-08-23 | Leipzig  | $ 15.000 | gravel     | Priscilla Hon         | Pia König Conny Perrin            | 6-1, 6-4         |
| 4.  | 2016-10-07 | Pula     | $ 25.000 | gravel     | Tamara Zidanšek       | Claudia Giovine Camilla Rosatello | 6-2, 6-4         |
| 5.  | 2016-11-05 | Hammamet | $ 10.000 | gravel     | Guadalupe Pérez Rojas | Tamara Čurović Barbara Kötelesová | 6-1, 4-6, [11-9] |

## Resultaten grandslamtoernooien
| Legenda | Legenda                          |
| ------- | -------------------------------- |
| g.t.    | geen toernooi gehouden           |
| l.c.    | lagere categorie                 |
| –       | niet deelgenomen                 |
| G       | uitgeschakeld in de groepsfase   |
| 1R      | uitgeschakeld in de eerste ronde |
| 2R      | uitgeschakeld in de tweede ronde |
| 3R      | uitgeschakeld in de derde ronde  |
| 4R      | uitgeschakeld in de vierde ronde |
| KF      | uitgeschakeld in de kwartfinale  |
| HF      | uitgeschakeld in de halve finale |
| F       | de finale verloren               |
| W       | het toernooi gewonnen            |
| w-v     | winst/verlies-balans             |

### Enkelspel
| toernooi        | 2018 | 2019 | 2020 | 2021 | 2022 | 2023 |    | 2025 |
| --------------- | ---- | ---- | ---- | ---- | ---- | ---- | -- | ---- |
| Australian Open | –    | –    | 1R   | 1R   | 2R   | 2R   | –  |      |
| Roland Garros   | –    | –    | 1R   | –    | 4R   | 1R   | 2R |      |
| Wimbledon       | –    | 1R   | g.t. | 1R   | 1R   | 1R   | 1R |      |
| US Open         | 2R   | 1R   | 1R   | 2R   | 1R   | –    |    |      |

### Vrouwendubbelspel
| toernooi        | 2019 | 2020 | 2021 | 2022 | 2023 |
| --------------- | ---- | ---- | ---- | ---- | ---- |
| Australian Open | –    | 1R   | 1R   | 1R   | 2R   |
| Roland Garros   | –    | 2R   | –    | 2R   | –    |
| Wimbledon       | –    | g.t. | –    | –    | –    |
| US Open         | 2R   | –    | 1R   | 1R   | –    |